# Salone di Diana (Versailles)
Il Salone di Diana (in francese: Salon de Diane) è una stanza del Grand appartement du roi nella Reggia di Versailles. Durante l'epoca di Luigi XIV esso era utilizzato come sala per il gioco del biliardo, molto amato dal Re Sole. Il salone comunica a ovest con il Salone di Marte ed a est col Salone di Venere.

## Decorazioni

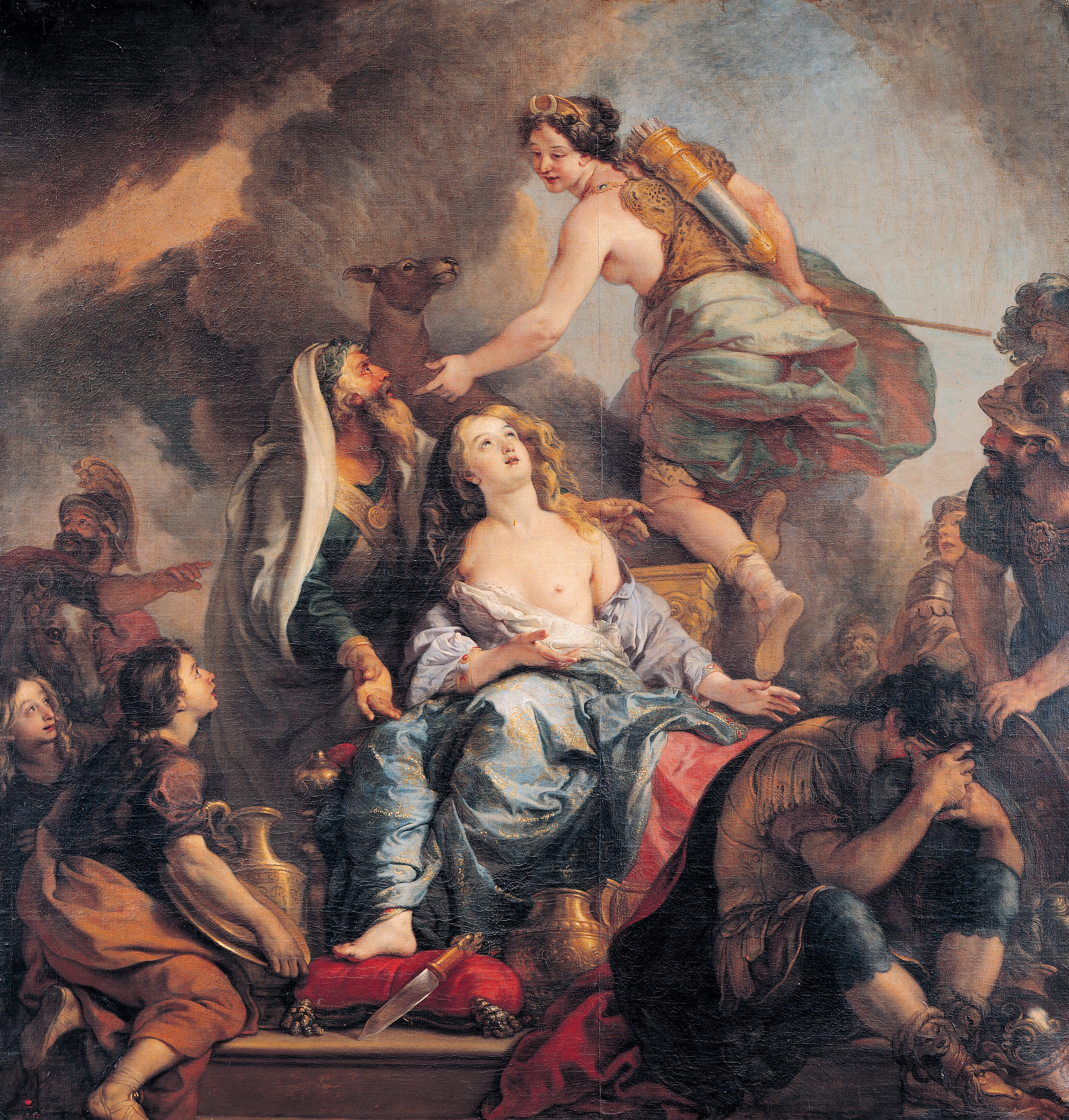
Il sacrificio di Ifigenia, Charles de La Fosse (1680).

- Soffitto: Diana sul suo carro presiede alla caccia ed alla navigazione, Louis-Gabriel Blanchard.
- Lunette: 
  - Nord: Alessandro Magno caccia il leone, Charles de La Fosse;
  - Est: Ciro caccia il cinghiale, Claude Audran il Giovane;
  - Sud: Giulio Cesare fonda la colonia romana di Cartagine, Claude Audran il Giovane;
  - Ovest: Giasone e gli Argonauti, Charles de La Fosse.

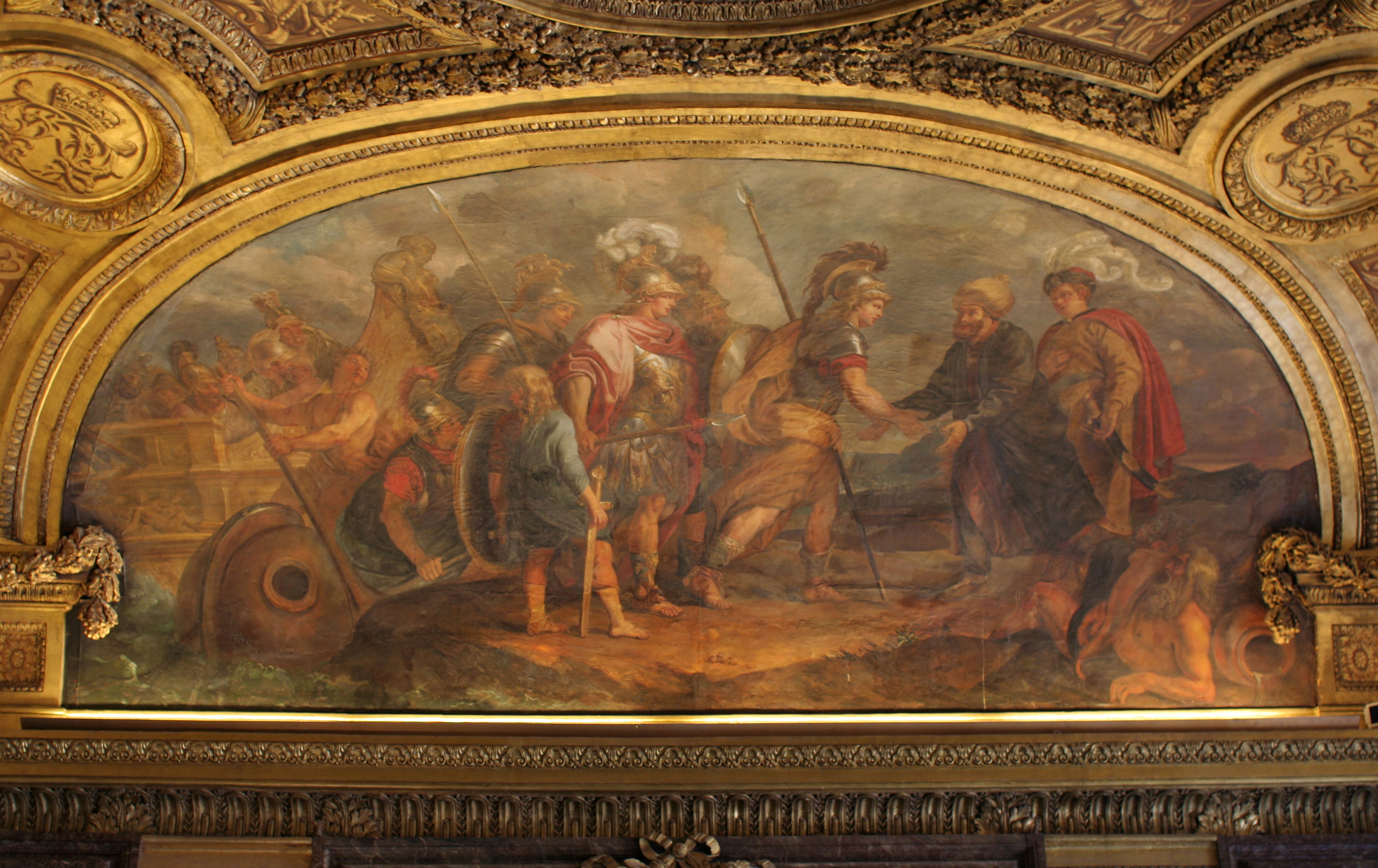
Giasone e gli Argonauti, Charles de La Fosse.
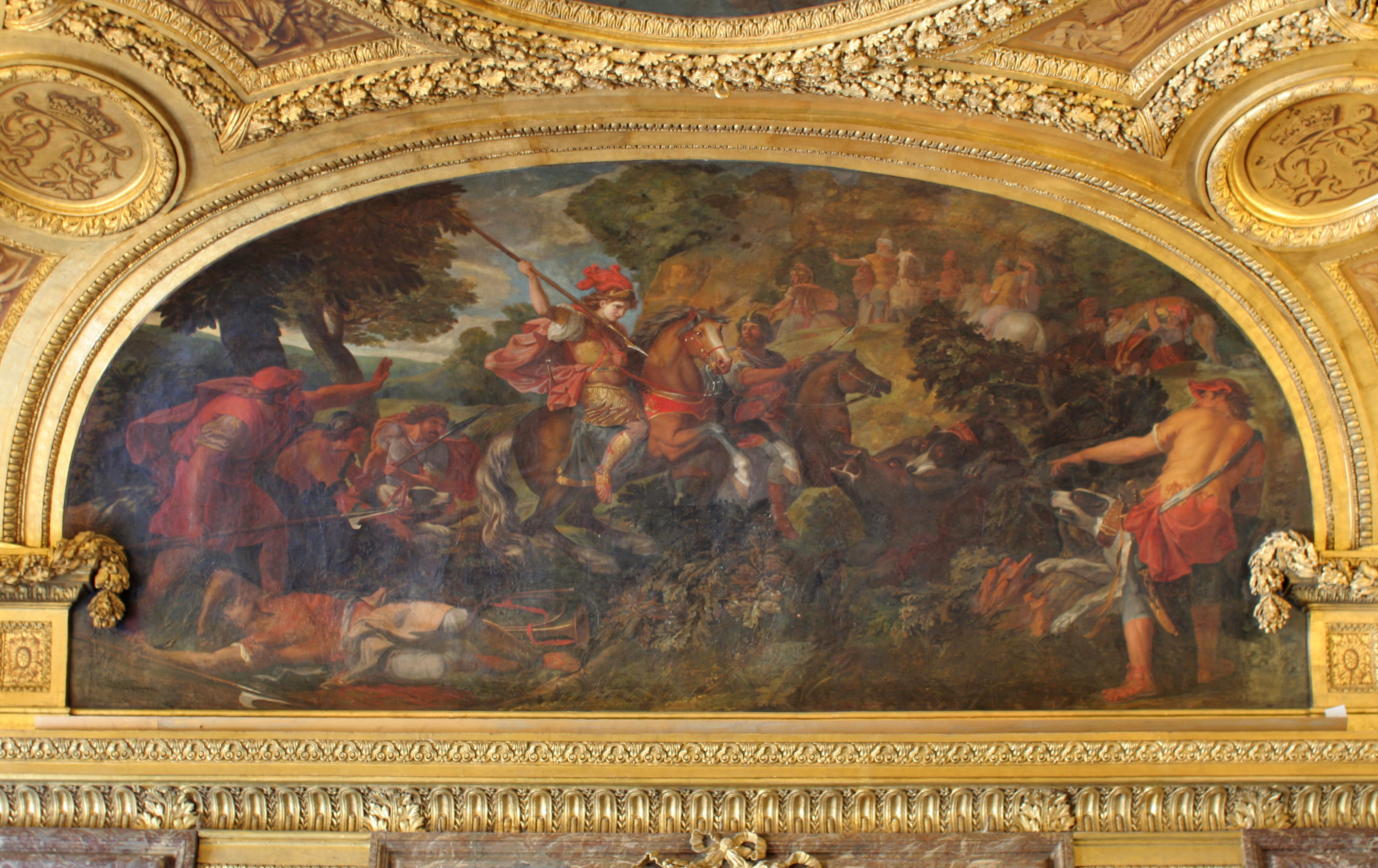
Ciro caccia il cinghiale, Claude Audran il Giovane.

- Dipinti:
  - Il sacrificio di Ifigenia, Charles de La Fosse;
  - Diana e Endimione, Louis-Gabriel Blanchard.
  - Cammei presenti sulle porte che evocano la leggenda di Diana:
    - Diana e Acteone, Louis-Gabriel Blanchard
    - Diana protegge Aretusa, Louis-Gabriel Blanchard
    - Un'offerta di fiori, Louis-Gabriel Blanchard
    - Sacrificio a Diana, Louis-Gabriel Blanchard
- Sculture:
  - Busto di Luigi XIV di Gian Lorenzo Bernini (1665) in marmo bianco;
  - Busto antico di donna romana (testa in marmo bianco, veste d'onice d'Egitto o d'Asia Minore, tunica di brocatelle di Siena);
  - Busto antico di imperatrice romana (testa in marmo bianco, veste d'onice d'Egitto o d'Asia Minore, tunica di fleur de pêcher), il marmo proviene da Seravezza e da Carrara in Italia.

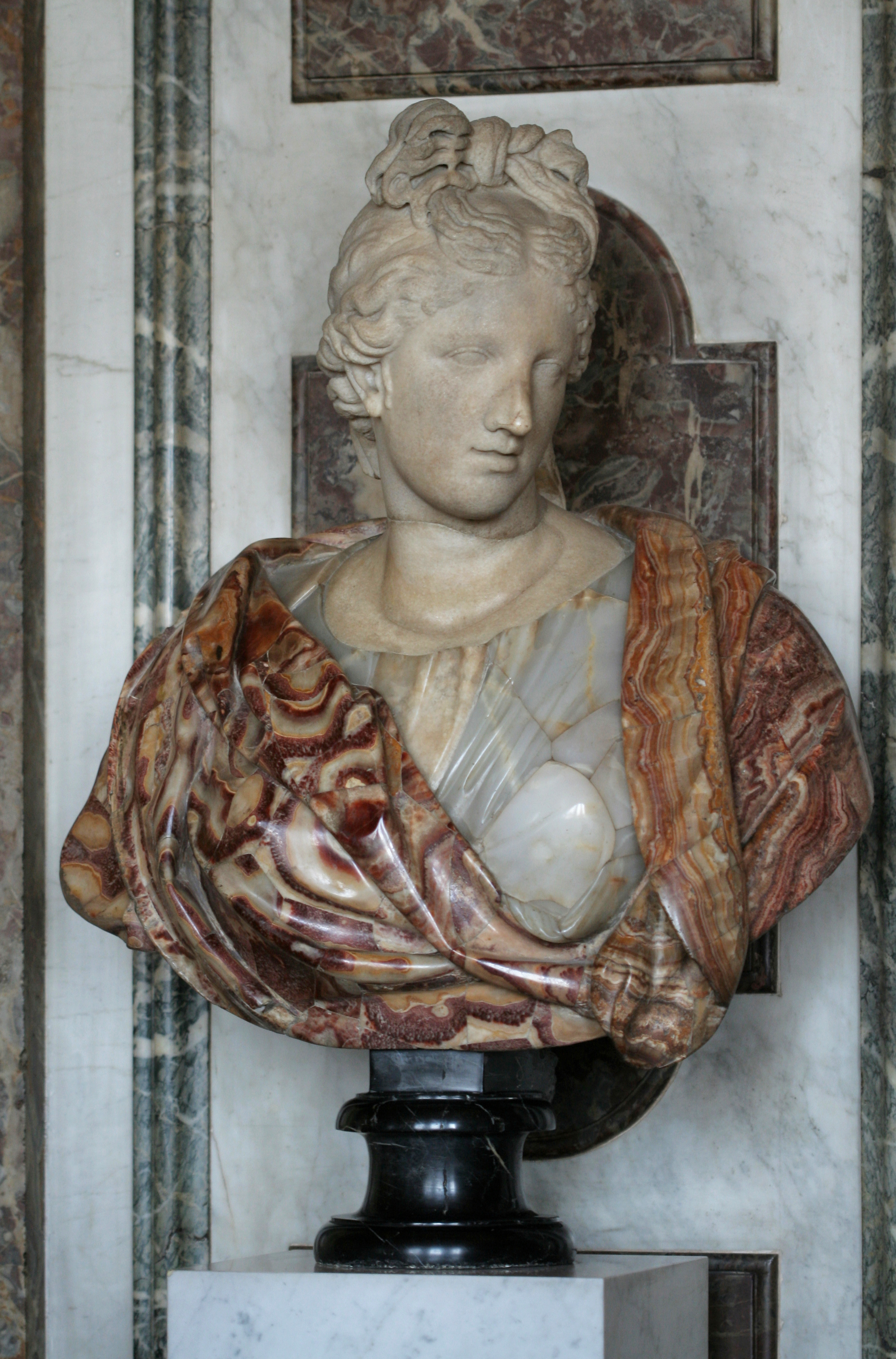
Busto di donna romana.
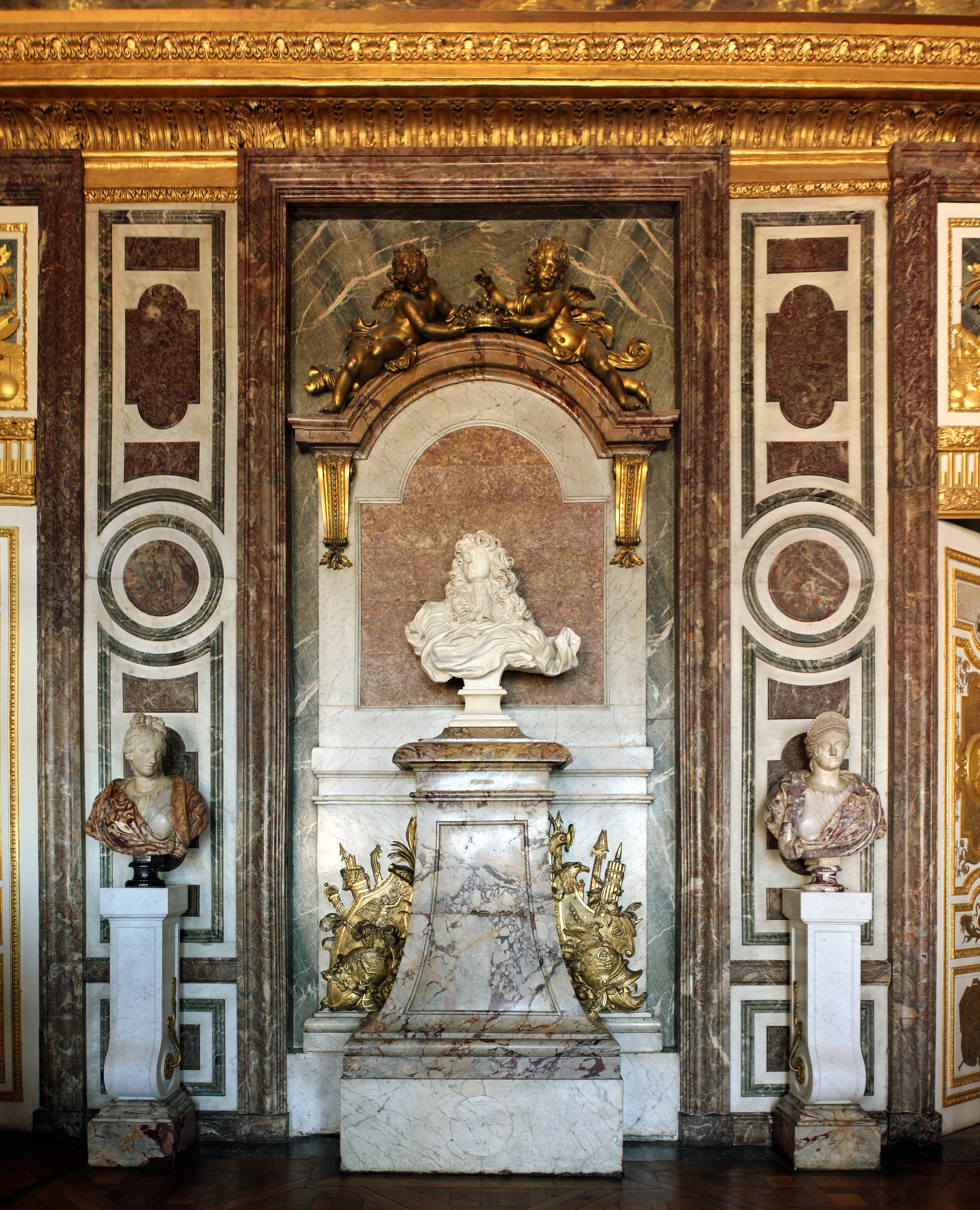
Busto di Luigi XIV di Gian Lorenzo Bernini (busto, incorniciatura e piedistallo marmorei).
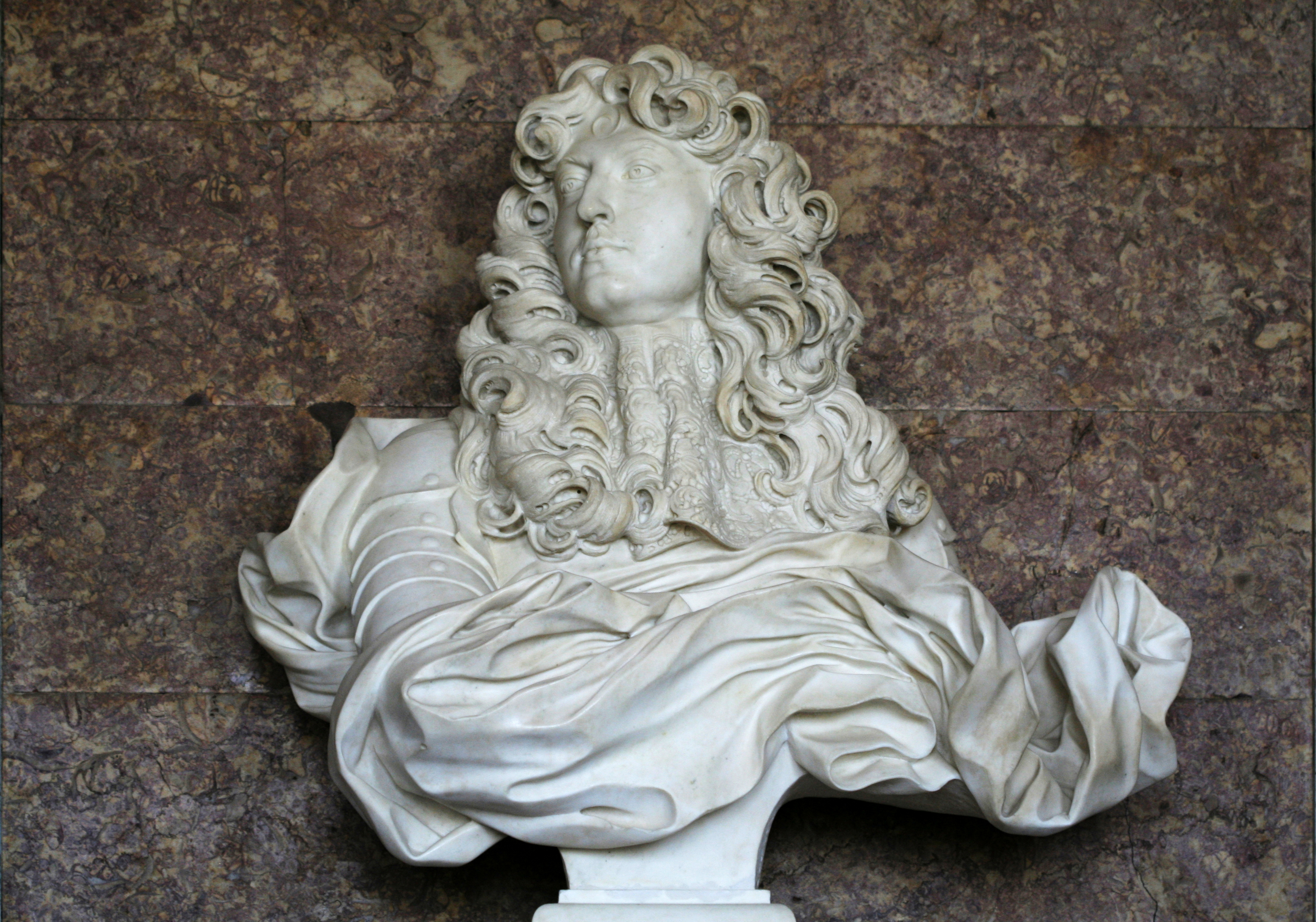
Busto di Luigi XIV di Gian Lorenzo Bernini (particolare del busto).
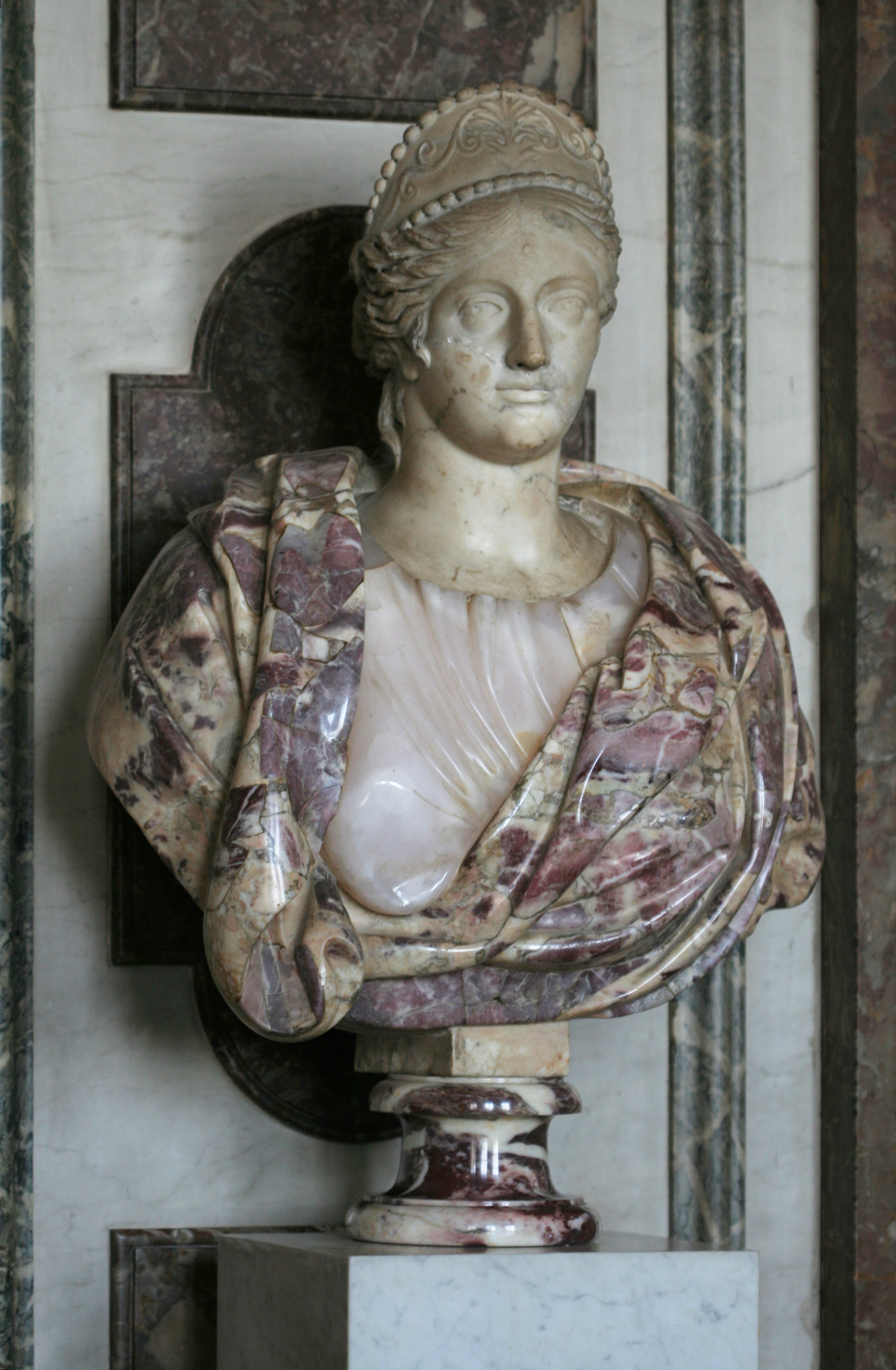
Busto dantico di imperatrice romana.